# Att ha och inte ha
Att ha och inte ha (engelska: To Have and Have Not) är en roman av Ernest Hemingway, publicerad 1937. Det är den enda skönlitterära roman han skrev under 1930-talet.
Romanen blev 1944 filmatiserad, med Humphrey Bogart i huvudrollen.